# Svenska kyrkans stift

Svenska kyrkans stiftsindelning.

Svenska kyrkan är sedan 1527 en evangelisk-luthersk kyrka, räknas som folkkyrka och är Sveriges största trossamfund. Svenska kyrkan har 13 stift varav Uppsala är ärkestift med två biskopar (ärkebiskopen och biskopen i Uppsala stift). Stiftets verksamhet styrs av stiftsfullmäktige som väljs vid direkta kyrkliga val vart fjärde år. 

## Svenska kyrkans stiftshistoria

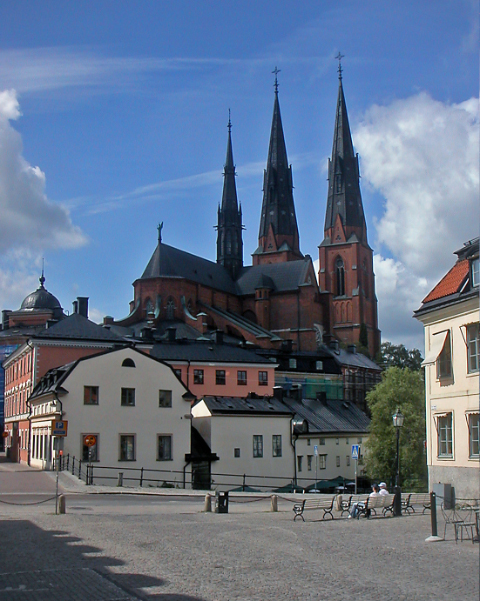
Uppsala domkyrka.

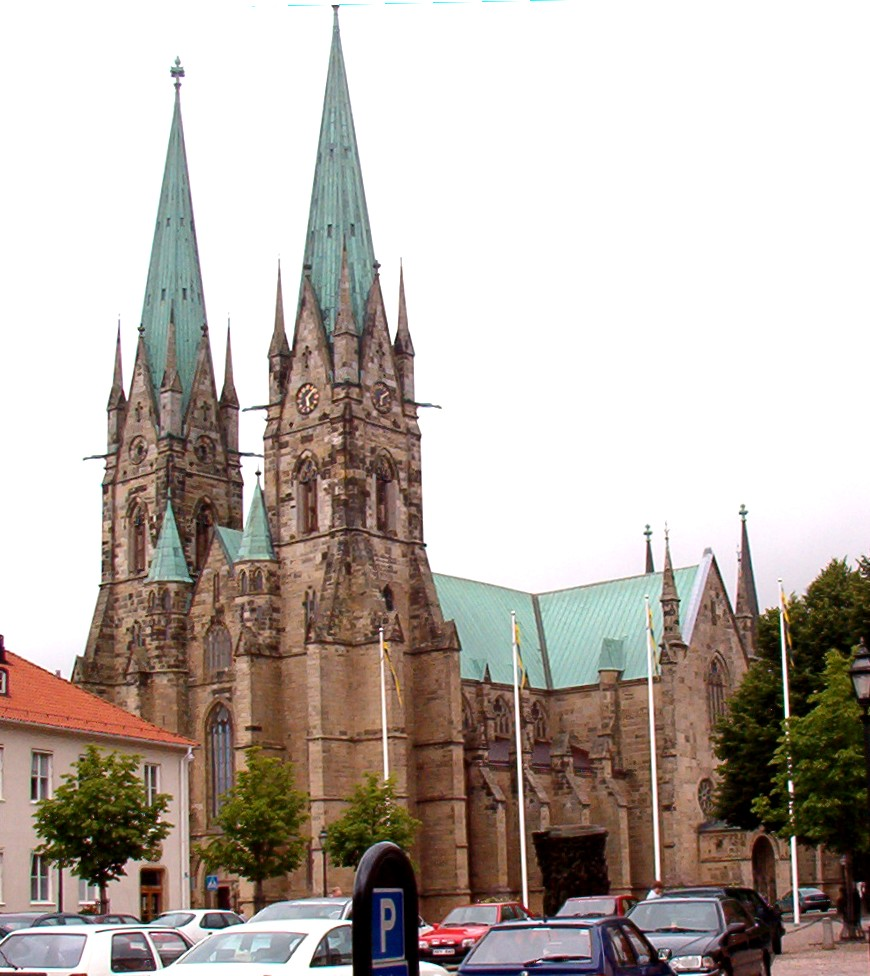
Skara domkyrka.

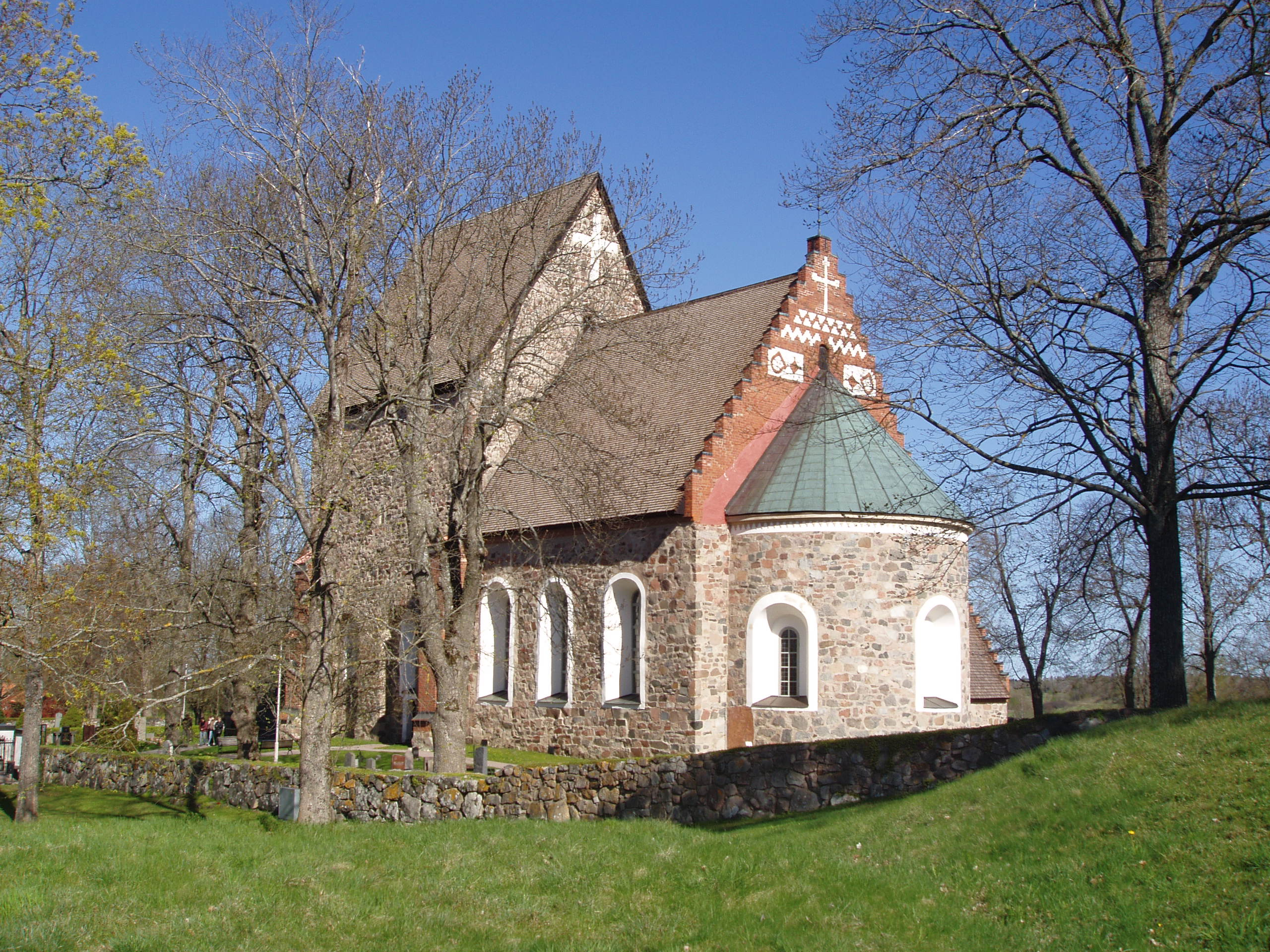
Gamla Uppsala kyrka.

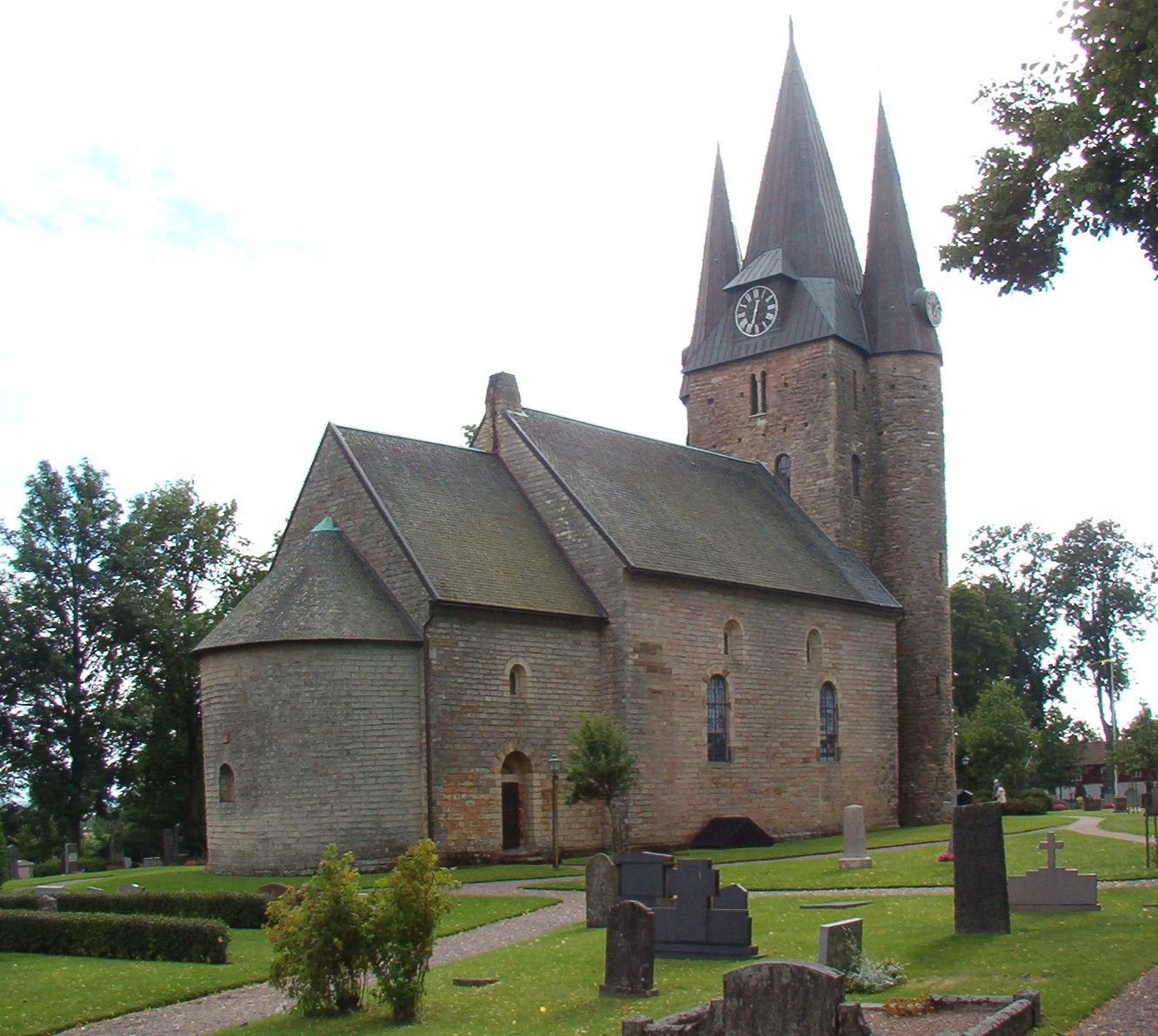
Husaby kyrka.

Som det äldsta stiftet i Sverige räknas Skara stift som fick sin förste biskop 1014 med biskop Thurgot. Stiftet omfattade formellt hela Götaland och mer såsom missionsstift (se artikeln om biskop Thurgot). Men Skara blev inte definitivt centrum i stiftet förrän omkring år 1060 (under biskop Adalvard den äldre) och innan dess låg biskopssätet i Husaby. Under tidigt 1100-tal upprättades också Linköpings stift, Strängnäs stift, Västerås stift, Eskilstuna stift och Sigtuna stift. Även Birka och Hälsingland finns omnämnda som stift, men det är osäkert om vilka områden det gällde. Alla dessa stift lydde under Nordens kyrkoprovins, som hade sitt centrum i Lund, som blev ärkebiskopssäte under påvligt beskydd och efter ett påvligt beslut 1103. Tidigare hade regionen lytt under biskopen i Hamburg-Bremen under den tysk-romerske kejsarens beskydd.
Runt 1130 förlorar Sigtuna sin strategiska plats som utpost i Svealand, troligtvis på grund av att kyrkan nu kunde flytta till Gamla Uppsala och på grund av att landhöjningen gjorde Norrström till en mer strategisk hamnplats. Biskopssätet flyttade alltså till Uppsala med Gamla Uppsala kyrka som domkyrka. Konkurrensen mellan götar och svear gjorde att man inte kunde enas om ett ärkestift i Sverige, därför stannade påvens sändebud i Lund, som var kyrkoprovinsen Sverige-Danmarks huvudsäte, vid kardinalbesöket år 1153. Då lär Linköping ha varit föreslaget som ärkebiskopsäte för blivande kyrkoprovinsen Sverige.
Men det blev Uppsala som upphöjdes till ärkebiskopstift 1164, men ända fram till reformationen bibehöll ärkebiskopen i Lund viss överhöghet som kyrkoprovinsens överhuvud (så kallad primas). Linköping fick rangplats som stift nummer två och det omfattade Östergötland, Småland, Öland och Gotland. Det äldre Skara stift som omfattade Västra Sverige blev nummer tre i rangordningen.. Samtidigt slogs Eskilstuna stift ihop med Strängnäs stift och Växjö stift upprättades som ett eget stift, som då först enbart omfattade Värend, med Växjö som stiftsstad. Strängnäs, Västerås och Växjö stift blev nummer fyra, fem och sex i rangordningen av Sveriges då sammanlagt sex stift.
I Sverige ingick senare Finland som rikets östra rikshalva och där bildas under sent 1100-tal Åbo stift. Under reformationen avdelade Gustav Vasa de östra delarna som bildade Viborgs stift 1554.
Den minsta enheten under stiften under alla dessa tider var socknen, ett ord som hör samman med svenskans "söka" och "rannsaka", och betydde alltså det område där man sökte sig till samma kyrkplats. Detta begrepp motsvarar katolska kyrkans och latinets begrepp parochia, liksom Engelska kyrkans och engelskans parish. 
Vid Västerås riksdag 1527 bröt Sverige med påvestolen och landet upphörde att vara en romersk-katolsk kyrkoprovins. Kyrkan behöll dock administrationen med stift, ärkestift och domkapitel (även kallat konsistorium). Under reformationen utgjorde de mäktiga biskoparna ett hot mot kungamakten och Gustav Vasa ville splittra kyrkan och utsåg ordinarier som kyrkliga ledare istället för biskoparna och ej underlydande dem i andra städer än stiftsstäderna som Stockholm, Gävle, Örebro och Skövde. Stiften delades alltså in i mindre enheter. Under stormaktstiden bildades nya stift både i Sverige och i erövrade områden kring Östersjön. För nuvarande Sveriges del kom Halland efter Freden i Brömsebro 1645 att avdelas från Lunds stift till Göteborgs stift då Skåne och Blekinge förblev en del av Danmark fram till 1658 då landskapen övergick till Sverige. Jämtland och Härjedalen kom under Uppsala ärkestift från Nidaros stift (numera är båda landskapen inom  Härnösands stift ), Bohuslän från Oslo stift till Göteborgs stift och Karlstads stift ( Norrviken som motsvarade norra delen av landskapet överfördes till Göteborg från Karlstads stift 1693); dessa nya stift kom att ledas av superintendenter istället för biskopar. Titeln var i princip likvärdig med ett biskopsämbete.
Det rådde fortfarande rädsla för katolska kyrkan och biskoparnas makt och ortodoxa lutheraner ansåg att titeln superintendent var mer teologiskt korrekt, eftersom den skilde sig från katolska kyrkan. 1772 ersattes dock den sista superintendenturen i Karlstads stift med ett biskopsämbete (dessförinnan bland annat i Göteborgs stift 1665).
1915 slogs Kalmar stift ihop med Växjö stift. Detta var en konsekvens av bildandet av Luleå stift 1904 då Riksdagen ställde som villkor att de två befintliga stift skulle läggas samman innan ett nytt kunde bildas. Av olika skäl (ekonomi och befolkningsunderlag i de båda smålandsstiften inte minst, dessa hade varit på tillbakagång under hela 1800-talet) blev det Kalmar och Växjö som gick samman med Växjö som bibehållen stiftsstad. Sammanläggningen skedde efter den siste kalmarbiskopens avgång 1914. 

Stockholm hade sedan medeltiden haft en egen styrelse, ett konsistorium (domkapitel) för Stockholms stad med Pastor primarius (Storkyrkoförsamlingens kyrkoherde) som ordförande. Pastor primarius är en sorts motsvarighet till domprostämbetet. Staden var ändå formellt delad mellan Uppsala stift i norr och Strängnäs stift i söder (med gräns i Söderström, nuvarande Slussen), men 1942 bildades slutligen ett eget stift. Denna gången skedde avknoppningen från två befintliga stift utan att redan existerande stift behövde sammanläggas.

### Årtal i svensk stiftshistoria
- 1014: biskop Thurgot i Skara installeras
- 1060: Lunds stift bildas i Danmark
- 1103: Norden blir kyrkoprovins med Lunds stift som ärkestift
- 1120: Skara, Linköping, Tuna, Strängnäs, Sigtuna och Västerås nämns som biskopssäten.
- 1130-talet: Sigtuna stift flyttas till Gamla Uppsala
- 1164: Sverige bildar kyrkoprovins med Uppsala som ärkestift
- 1170-talet: Förste biskopen i Växjö omnämns
- 1100-talet slut: Åbo stift (i nuvarande Finland) upprättas
- 1273: Uppsala stift flyttas från Gamla Uppsala till Östra Aros (dagens Uppsala)
- 1519: Siste ärkebiskopen i Lunds stift dör
- 1527: Västerås riksdag, reformationen och Sverige upphör som kyrkoprovins
- 1554: Viborgs stift bildas (ur Åbo stift)
- 1557: Ordinarius i Gävle (till och med 1569)
- 1557: Ordinarius i Jönköping (till och med 1569)
- 1557: Ordinarius i Kalmar (till och med 1569)
- 1557: Ordinarius i Oviken (Jämtland)
- 1557: Ordinarius i Stockholm
- 1557: Ordinarius i Stora Tuna
- 1557: Ordinarius i Örebro
- 1561: Superintendent i Reval (1565 ordinarius, död 1572, ingen efterträdare)
- 1563: Superintendent i Jämtland (till och med 1570/1)
- 1570: Jämtland och Härjedalen överförs till Trondheims stift
- 1572: Visby stift bildas i Danmark
- 1581: Superintendent i Mariestad (till och med 1647)
- 1583: Revals stift får biskop
- 1603: Superintendent i Kalmar
- 1611: Superintendent i Jämtland (till och med 1613)
- 1611: Superintendent i Skövde (t.o.m 1618)
- 1620: Superintendent i Göteborg
- 1622: Superintendent i Riga (Livland)
- 1641: Superintendent i Narva (Ingermanland)
- 1645: Superintendent i Visby (Visby svenskt)
- 1645: Halland läggs till Göteborgs stift
- 1647: Superintendenten i Mariestad flyttas till Karlstad
- 1647: Superintendent i Härnösand
- 1650: Superintendent på Ösel
- 1658: Lunds stift blir svenskt
- 1660: Bornholm förs till ett danskt stift
- 1658: Bohuslän delas mellan Göteborgs stift och Karlstad stift
- 1658: Norra Västergötland läggs till Skara stift, Dalsland läggs till Karlstads stift
- 1665: Göteborgs stift får biskop
- 1678: Generalsuperintendent i Riga (jämte den förutvarande)
- 1678: Kalmar stift får biskop
- 1693: Norra Bohuslän överförs till Göteborgs stift
- 1710: Stiften i Reval, Riga och Ingermanland samt delar av Viborgs stift förloras till Ryssland
- 1723: Det decimerade Viborgs stift omorganiseras till Borgå stift
- 1772: Härnösands stift får biskop
- 1772: Karlstads stift får biskop
- 1772: Visby stift får biskop
- 1809: Åbo stift och Borgå stift förloras till Ryssland
- 1904: Luleå stift bildas
- 1915: Kalmar stift läggs ihop med Växjö stift
- 1942: Stockholms stift bildas
- 1990: Ytterligare en biskopsbefattning infördes för Uppsala stift

## Stift i Svenska kyrkan

### Nuvarande stift
| Kod | Stift            | Vapen | Bildat           | Ungefärligt område                                              | Domkyrka                    | Nuvarande biskop (tillträdesår)                                         |
| 01  | Uppsala stift    |       | 1130-talet, 1164 | Uppland utom södra delen, Gästrikland och Hälsingland           | Uppsala domkyrka            | Martin Modéus (ärkebiskop, 2022) Karin Johannesson (stiftsbiskop, 2019) |
| 02  | Linköpings stift |       | tidigt 1100-tal  | Östergötland, norra-nordöstra Småland                           | Linköpings domkyrka         | Marika Markovits (2023)                                                 |
| 03  | Skara stift      |       | 1014             | Mellersta och norra Västergötland, Katrinedal i södra Dalsland  | Skara domkyrka              | Ulrica Fritzson (2024)                                                  |
| 04  | Strängnäs stift  |       | tidigt 1100-tal  | Södermanland utom nordöstra delen, Närke                        | Strängnäs domkyrka          | Johan Dalman (2015)                                                     |
| 05  | Västerås stift   |       | tidigt 1100-tal  | Västmanland, Dalarna                                            | Västerås domkyrka           | Mikael Mogren (2015)                                                    |
| 06  | Växjö stift      |       | 1170-talet       | Småland utom nordöstra landskapsdelen, Öland                    | Växjö domkyrka              | Fredrik Modéus (2015)                                                   |
| 07  | Lunds stift      |       | 1060, 1103       | Skåne, Blekinge                                                 | Lunds domkyrka              | Johan Tyrberg (2014)                                                    |
| 08  | Göteborgs stift  |       | 1620             | Västra Västergötland, Halland, Bohuslän och sydvästra Dalsland. | Göteborgs domkyrka          | Susanne Rappmann (2018)                                                 |
| 09  | Karlstads stift  |       | 1647             | Värmland utom Södra Råda, Dalsland utom Valbo-Ryr.              | Karlstads domkyrka          | Sören Dalevi (2016)                                                     |
| 10  | Härnösands stift |       | 1647             | Jämtland, Medelpad, Ångermanland och Härjedalen                 | Härnösands domkyrka         | Teresia Boström (2024)                                                  |
| 11  | Luleå stift      |       | 1904             | Norrbottens län, Västerbottens län                              | Luleå domkyrka              | Åsa Nyström (2018)                                                      |
| 12  | Visby stift      |       | 1645             | Gotland, Svenska kyrkan i utlandet                              | Visby Sankta Maria domkyrka | Erik Eckerdal (2023)                                                    |
| 13  | Stockholms stift |       | 1942             | Södra Uppland, nordöstra Södermanland                           | Storkyrkan                  | Andreas Holmberg (2019)                                                 |

Stiftskod är en tvåsiffrig sifferkombination som används för att identifiera stift inom Svenska kyrkan, till exempel i databaser. Stiftskoden ingår som de två första siffrorna i kontraktskoder och pastoratskoder. Liknande koder finns för län, kommuner och församlingar.

### Tidigare stift
| Stift                       | Vapen | Bildat        | Upphört | Ungefärligt område                   | Domkyrka               |
| Sigtuna stift               |       | 1060          | 1160    | Svealand                             | Sankt Pers kyrkoruin   |
| Tuna stift                  |       | Ca 1100       | 1170    | Södermanland                         | Fors kyrka             |
| Mariestads superintendentia |       | 1580          | 1646    | Värmland och nordöstra Västergötland | Mariestads domkyrka    |
| Viborgs stift 1554–1723     |       | 1554          | 1723    | Sydöstra Finland                     | Viborgs gamla domkyrka |
| Åbo stift                   |       | Sent 1100-tal | 1809    | Västra och norra Finland             | Åbo domkyrka           |
| Borgå stift 1723–1923       |       | 1723          | 1809    | Sydöstra Finland                     | Borgå domkyrka         |
| Kalmar stift                |       | 1603          | 1915    | Södra delen av Kalmar län            | Kalmar domkyrka        |

1. 1 2  Detta år upphörde stiftet på grund av att staden Viborg och stora delar av stiftet hade avträtts till Ryssland. Biskopssätet flyttades till Borgå samma år.
2. 1 2  Detta år förlorade Sverige Finland (och därmed Åbo och Borgå stift) till Ryssland och då upphörde dessa stift att vara en del av Svenska kyrkan. De finns dock kvar än idag och är, sedan 1809, istället en del av Evangelisk-lutherska kyrkan i Finland, som där efterträdde Svenska kyrkan som statskyrka. Sedan 1817 är Åbo stift ett ärkestift.

## Fotnoter
1. ↑  Läs mer i artikeln Investiturstriden.
2. 1 2  Petrén 2000, s. 17-19.
3. ↑  Lilla Uppslagsboken, Förlagshuset Norden AB, Malmö 1974, band 10, spalt 990 (artikeln om ärkebiskop).
4. 1 2  Lilla Uppslagsboken, Förlagshuset Norden AB, Malmö 1974, band 9, spalt 518 (artikeln om Sverige, lista över stiften under rubriken "Religiösa förhållanden"), samt kartan över de medeltida stiften på baksidan av kartplanschen vid spalt 525.
5. ↑  Uppsala blir Sveriges ärkestift.
6. ↑  Lund blir Nordens ärkestift och primas för kyrkoprovinsen Norden (inklusive Sverige), fram till reformationen i Danmark (blev inte svenskt förrän 1658), .
7. ↑  Mariestads stift bildades 1583 men flyttades till Karlstad 1647.
8. ↑  Stift, kontrakt och pastorat i nummerordning med ingående församlingar 2010-01-01, SCB